# Heinz Müller (ciclista 1924)
Heinz Müller (Schwenningen, 16 settembre 1924 – Schwenningen, 25 settembre 1975) è stato un ciclista su strada e pistard tedesco.
Professionista dal 1949 al 1959, vinse un campionato del mondo nel 1952.

## Carriera
Müller iniziò la carriera da professionista nel 1949, indossando la casacca della tedesca Bauer. Colse subito la sua prima vittoria, aggiudicandosi una tappa al Deutschland Tour, corsa a tappe in cui avrebbe poi vinto altre otto tappe in carriera. Nel 1952 arrivò ad aggiudicarsi il titolo di campione del mondo, tagliando per primo il traguardo a Lussemburgo in volata. Al titolo mondiale seguì quello di campione nazionale, vinto l'anno successivo. Nel 1957 vinse una tappa al Tour de Suisse, seguita l'anno successivo dalla vittoria della Nordwest-Schweizer-Rundfahrt, altra corsa elvetica.
In carriera corse anche diverse sei giorni su pista, senza tuttavia ottenere vittorie.

## Palmarès

### Strada
- 1949 (Bauer, una vittoria)

9ª tappa Deutschland Tour (Waldshut-Tiengen > Singen)
- 1950 (Bauer & Stoll, due vittorie)

7ª tappa Deutschland Tour (Stoccarda > Durlach)
15ª tappa Deutschland Tour (Schweinfurt > Kassel)
- 1951 (Bauer & Adria, una vittoria)

9ª tappa Deutschland Tour (Augusta > Bad Reichenhall)
- 1952 (Bauer & Tebag, sei vittorie)

Campionati del mondo, Prova in linea
5ª tappa Deutschland Tour (Colonia > Treviri)
9ª tappa, 2ª semitappa Deutschland Tour (Sciaffusa (CHE) > Ravensburg)
11ª tappa Deutschland Tour (Augusta > Norimberga)
Cologne Classic
Köln-Schuld-Frechen
- 1953 (Bauer & Tigra, tre vittorie)

Campionati tedeschi, Prova in linea
5ª tappa Tour du Sud-Est
1ª tappa Deutsches Dreitagerennen
- 1955 (Rabeneick, due vittorie)

5ª tappa Deutschland Tour (Wiesbaden > Neckarsulm)
7ª tappa Deutschland Tour (Norimberga > Schweinfurt)
- 1957 (Torpedo, una vittoria)

8ª tappa Tour de Suisse (Vaduz (LIE) > Zurigo)
- 1958 (Solo, una vittoria)

Nordwest-Schweizer-Rundfahrt

## Piazzamenti

### Grandi Giri
- Giro d'Italia

1958: fuori tempo massimo (8ª tappa)
- Tour de France

1955: ritirato (4ª tappa)
- Vuelta a España

1956: ritirato (12ª tappa)

### Competizioni mondiali
- Campionati del mondo

Varese 1951 - In linea: ritirato
Lussemburgo 1952 - In linea: vincitore
Lugano 1953 - In linea: ritirato
Solingen 1954 - In linea: ritirato
Frascati 1955 - In linea: 19º
Ballerup 1956 - In linea: ritirato
Waregem 1957 - In linea: ritirato